# 퓌뒤푸

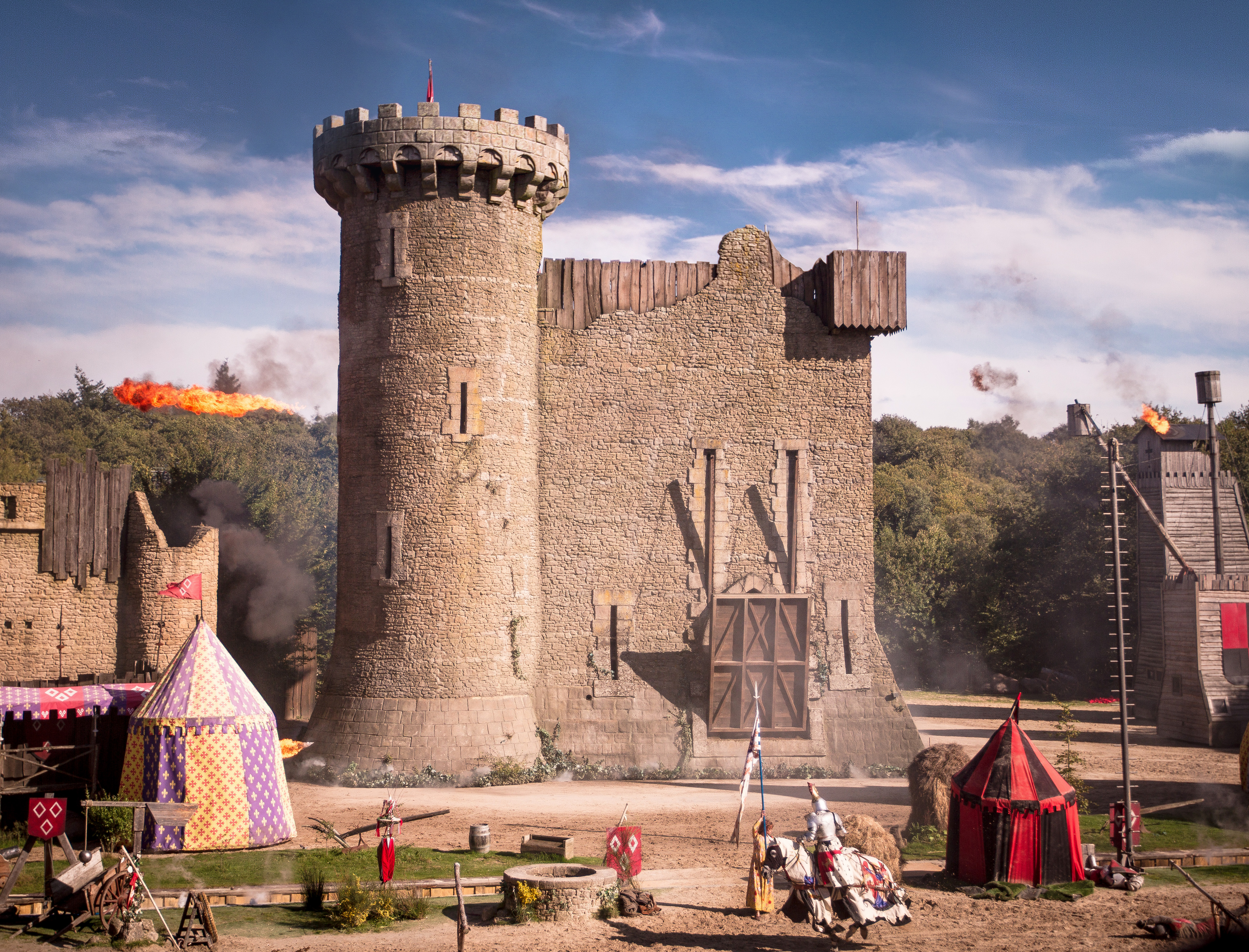
퓌뒤푸

퓌뒤푸(Puy du Fou)는 프랑스 페이드라루아르 방데주 레제페스(Les Epesses)에 있는 역사를 주제로 한 테마파크다. 매년 방문객 200만 명 이상이 오는 퓌뒤푸는 프랑스에서 가장 인기 있는 테마파크 중 하나다. 프랑스에서 월트 디즈니 스튜디오 파크, 디즈니랜드 파리, 파르 아스테릭스(Parc Astérix)에 이어 직원이 네 번째로 가장 많은 테마파크다.